# Franciszek Barczyk
Franciszek Barczyk (ur. 1 września 1897 w Warszawie, zm. 20–22 kwietnia 1940 w Katyniu) – chorąży Wojska Polskiego, działacz niepodległościowy, kawaler Orderu Virtuti Militari, ofiara zbrodni katyńskiej.

## Życiorys
Syn Władysława i Walentyny z Nowakowskich, urodzony 1 września 1897 w Warszawie. Ukończył cztery klasy w Gimnazjum gen. Pawła Chrzanowskiego.
29 września 1914 wstąpił do armii rosyjskiej. Służył w niej do rozpoczęcia rewolucji październikowej w 1917, a następnie przeszedł do I Korpusu Polskiego w Rosji gen. Józefa Dowbora-Muśnickiego. Został przydzielony do oddziału konnych wywiadowców 3 pułku strzelców polskich. 20 czerwca 1918, po demobilizacji korpusu, wrócił do Warszawy. 1 lipca został zatrzymany przez Niemców „za czynne wystąpienienie wobec nich” i osadzony w X Pawilonie Cytadeli Warszawskiej. 14 lipca został skazany przez niemiecki sąd polowy na karę półtora roku ciężkiego więzienia i przeniesiony do więzienia mokotowskiego.
11 listopada 1918 na polecenie prokuratora przy królewsko-polskim Sądzie Apelacyjnym został zwolniony z więzienia. Tego samego dnia wstąpił do Wojska Polskiego i wziął udział w rozbrajaniu Niemców. Następnie walczył na wojnie z bolszewikami w szeregach 3 pułku ułanów w stopniu plutonowego. Wyróżnił się w walce pod wsią Kuty, w czasie której został ciężko ranny, otrzymując postrzał w lewą pierś.

W 1921 odznaczono go orderem „Virtuti Militari” V klasy, a we wniosku o jego nadanie, czytamy m.in.:

W czasie odwrotu spod Kijowa plut. Barczyk wysłany był z sekcją ludzi pieszo w nocy pod wieś Kuty celem zbadania sił nieprzyjaciela. Podczołgał się pod placówkę nieprzyjaciela, obszedł ją i rzucił się na nią, wziąwszy 1 kaem i 3 jeńców, reszta obsady placówki zaalarmowała swój oddział i otworzyła tak silny ogień, że plut. Barczykowi trudno było się wycofać. Sam jednak będąc ciężko ranny, niesiony przez ułanów nie pozwolił porzucić kaemu i jeńców, doprowadzając ich do naszych posterunków.

1 października 1924 został przeniesiony do Korpusu Ochrony Pogranicza, a 15 stycznia 1930 do 20 pułku ułanów w Rzeszowie. W marcu 1934 zajmował stanowisko wachmistrza szefa 3. szwadronu szkolnego, a w marcu 1939 oficera żywnościowego pułku.
W czasie kampanii wrześniowej 1939 był oficerem żywnościowym 20 puł. Po agresji ZSRR na Polskę w nieznanych okolicznościach dostał się do niewoli sowieckiej. Według stanu z kwietnia 1940 był jeńcem obozu jenieckiego w Kozielsku. Między 19 a 21 maja 1940 przekazany do dyspozycji naczelnika Zarządu NKWD Obwodu Smoleńskiego – lista wywózkowa nr 035/4 z 16 kwietnia 1940, pozycja 42. Został zamordowany między 20 a 22 kwietnia 1940 w Katyniu przez funkcjonariuszy Obwodowego Zarządu NKWD w Smoleńsku oraz pracowników NKWD przybyłych z Moskwy na mocy decyzji Biura Politycznego KC WKP(b) z 5 marca 1940. Ofiary tej zbrodni grzebano w bezimiennych mogiłach zbiorowych, gdzie od 28 lipca 2000 mieści się oficjalnie Polski Cmentarz Wojenny w Katyniu. W miejscu tym prowadzone były ekshumacje i prace archeologiczne. W 1943 zidentyfikowano go podczas ekshumacji nadzorowanych przez Niemców, pod numerem 105 – jednak nie został wskazany w niemieckim raporcie dziennym. Przy jego szczątkach znaleziono legitymację Virtuti Militari, kartę na broń, kartę mobilizacyjną oraz wizytówkę. Figuruje w „wykazie zamordowanych żołnierzy polskich na Koziej Górze pod Smoleńskiem", pod numerem 105. W Archiwum Robla (pakiet 105) znajduje się spis przedmiotów znalezionych przy szczątkach Franciszka Barczyka. Krewni w 1946 i 1948 poszukiwali informacji przez Biuro Informacji i Badań Polskiego Czerwonego Krzyża w Warszawie.
Postanowieniem nr 112-49-07 Prezydenta RP Lecha Kaczyńskiego z 5 października 2007 został pośmiertnie mianowany na stopień podporucznika. Awans został ogłoszony 10 listopada 2007 w Warszawie, w trakcie uroczystości „Katyń Pamiętamy – Uczcijmy Pamięć Bohaterów”.
Był żonaty, dzieci nie miał.

## Ordery i odznaczenia
- Krzyż Srebrny Orderu Wojskowego Virtuti Militari nr 5037 – 1921[10][9][3][4]
- Krzyż Walecznych czterokrotnie[8][28][3][9]
- Medal Niepodległości – 19 grudnia 1933 „za pracę w dziele odzyskania niepodległości”[29][30][3]
- Brązowy Krzyż Zasługi[8]
- Medal Pamiątkowy za Wojnę 1918–1921[8]
- Medal Dziesięciolecia Odzyskanej Niepodległości[8]
- Odznaka Pamiątkowa Więźniów Ideowych[8][3]

## Upamiętnienie
Uczniowie Integracyjnej Szkoły Podstawowej w Trzebnicy zasadzili Dąb Pamięci Franciszka Barczyka.